# براندان باور
براندان باور (بالإنجليزية: Brendan Power) هو موسيقي نيوزلندي، ولد في 1956 في مومباسا في كينيا.

## وصلات خارجية
- الموقع الرسمي
- براندان باور على موقع ميوزك برينز (الإنجليزية)
- براندان باور على موقع أول ميوزيك (الإنجليزية)
- براندان باور على موقع ديسكوغز (الإنجليزية)